# Fleury-devant-Douaumont
Fleury-devant-Douaumont – miejscowość i gmina we Francji, w regionie Grand Est, w departamencie Moza.
Według danych na rok 1990 gminę zamieszkiwało 5 osób, a gęstość zaludnienia wynosiła 0,5 osoby/km² (wśród 2335 gmin Lotaryngii Fleury-devant-Douaumont plasuje się na 1031. miejscu pod względem liczby ludności, natomiast pod względem powierzchni na miejscu 586.).
Podczas I wojny światowej miejscowość została zniszczona w walkach bitwy o Verdun. Mieści się w niej obecnie muzeum bitwy Mémorial de Verdun i cmentarz wojskowy Ossuarium Douaumont.